# Menegroth
Pour les articles homonymes, voir Menegroth (groupe).
Dans l'œuvre de J. R. R. Tolkien, Menegroth (en sindarin « Mille Cavernes ») était au Premier Âge le vaste palais souterrain de Thingol, le roi des elfes de Beleriand. Il fut bâti sur le conseil de sa reine Melian comme place forte contre Morgoth, dans une colline rocheuse sur la berge sud de l'Esgalduin, au cœur de Doriath.
Thingol obtint l'aide des nains de Belegost pour réaliser la plus grande partie du travail d'excavation ; l'embellissement fut réalisé conjointement par les nains et les elfes sur des motifs inspirés des visions du Valinor suggérées par Melian. On accédait aux portes de Menegroth par un pont jeté sur l'Esgalduin. Menegroth était considéré comme la plus magnifique demeure royale qui ait jamais été réalisée à l'est de la Grande Mer. En plus d'être une demeure de la plus grande magnificence, la Maia Melian aida à cacher et à protéger la forêt autour de Menegroth en tissant une véritable toile de sortilèges destinés à cacher les cavernes de la colère de Morgoth.
Les humains Beren et Túrin furent les rares à recevoir le privilège de vivre quelques années à Menegroth, Beren épousa Luthien, la fille de Thingol, et Túrin s'en fut après avoir tué accidentellement Saeros, un conseiller du roi avec lequel il se battait.
Menegroth fut plusieurs fois mis à sac, notamment par des nains de Nogrod  menés par Ufedhin, furieux et ensorcelés par la malédiction pesant sur l'or du dragon Glaurung. À la suite de ce triste événement, Menegroth fut abandonné et laissé en ruines. Menegroth fut de nouveau habité lorsque Dior, le petit-fils de Thingol revint de Doriath avec le Nauglamir qu'il avait alors dérobé aux nains. Les fils de Fëanor apprenant la présence du Silmaril en Doriath attaquèrent de nouveau Menegroth et tuèrent Dior. Menegroth ne fut plus jamais habité.
Les dernières ruines qui auraient pu survivre du royaume des Mille Cavernes furent submergées par les eaux durant la chute du Beleriand, pendant la grande guerre de la Colère et enfouies à jamais.